# Іґнацево (Підляське воєводство)
Іґнацево (пол. Ignacewo) — село в Польщі, у гміні Стависьки Кольненського повіту Підляського воєводства.
Населення — 48 осіб (2011).
У 1975-1998 роках село належало до Ломжинського воєводства.

## Демографія
Демографічна структура станом на 31 березня 2011 року:
|          | Загалом | Допрацездатний вік | Працездатний вік | Постпрацездатний вік |
| -------- | ------- | ------------------ | ---------------- | -------------------- |
| Чоловіки | 23      | 4                  | 18               | 1                    |
| Жінки    | 25      | 4                  | 16               | 5                    |
| Разом    | 48      | 8                  | 34               | 6                    |